# Charles Lee
Charles Lee (Cheshire, 6 febbraio 1732 – Filadelfia, 2 ottobre 1782) è stato un generale britannico, ricordato soprattutto per gli errori commessi nella Battaglia di Monmouth durante la guerra d'indipendenza.

## Biografia

### I primi anni
Lee nacque il 6 febbraio 1732 nel villaggio di Dernhall, situato nella contea del Cheshire, in Gran Bretagna, figlio del generale John Lee e di sua moglie, Isabella Bunbury (figlia di Sir Henry Bunbury, III baronetto). Inviato a scuola in Svizzera, egli divenne particolarmente abile nelle lingue straniere tra cui il francese che apprese perfettamente. Tornò in Inghilterra nel 1746 all'età di 14 anni per frequentare la scuola a Bury St Edmunds. In quello stesso anno suo padre, l'allora colonnello del 55th Foot (poi rinominato 44th), gli ottenne una commissione come ufficiale nel suo reggimento.

### Esperienze sul campo: dalla Guerra dei sette anni in poi

#### Nord America
Dopo aver completato la scuola, Lee passò col suo reggimento in Irlanda. Egli ottenne una commissione come tenente nel 1751. Col suo reggimento venne inviato in America nel 1754 durante la Guerra franco-indiana per servire sotto il maggiore generale Edward Braddock, e prese parte alla sua sconfitta nella Battaglia del Monongahela del 1755. Durante questo periodo in America egli sposò la figlia di un capo Mohawk. Sua moglie, di nome sconosciuto, gli diede alla luce due gemelli. Lee divenne noto in lingua mohawk col nome di Ounewaterika, ovvero "Acque Bollenti".
Lee ottenne la commissione di capitano del 44th nel 1756. L'anno successivo prese parte ad una spedizione contro i francesi alla Fortezza di Louisbourg, e nel 1758 venne ferito nel fallito assalto a Fort Ticonderoga. Dopo essersi ripreso, egli prese parte alla cattura di Fort Niagara nel 1759 e di Montreal nel 1760, che portò alla guerra che portò alla completa conquista del Canada.

#### In Portogallo
Lee tornò in Europa, trasferito al 103rd Foot col grado di maggiore, e prestò servizio come tenente colonnello nell'esercito portoghese, combattendo contro l'invasione spagnola del Portogallo (1762) nella quale si distinse sotto il comando di John Burgoyne alla Battaglia di Vila Velha.

#### In Polonia
Lee fece ritorno in Inghilterra nel 1763 a seguito della Pace di Parigi che pose fine alla Guerra dei sette anni. Il suo reggimento venne sciolto ed egli si ritirò a mezza paga come maggiore. Nel maggio del 1772, pur rimanendo inattivo, venne promosso al rango di tenente colonnello.
Nel 1765 combatté in Polonia, prestando servizio come aiutante di campo del re Stanislao II. Dopo diverse avventure, fece ritorno in Inghilterra. Incapace di ottenere una promozione nell'esercito britannico, nel 1769 tornò in Polonia e prese parte col locale esercito alla Guerra russo-turca ove perse due dita in un duello nel quale uccise il suo oppositore. Tornato ancora una volta in Inghilterra, si trovò favorevole alla causa dei coloni americani che combattevano con l'Inghilterra. Egli si spostò dunque nelle colonie nel 1773 ed acquistò vasti appezzamenti di terreni in Virginia, in un'area oggi parte del Virginia Occidentale, che egli denominò Prato Rio.

### La Rivoluzione americana

#### Il Continental Army
Quando la guerra apparve inevitabile, egli si iscrisse come volontario al servizio delle colonie. Egli si aspettava di venire nominato Comandante in capo del Continental Army, essendo il candidato con maggiore esperienza sul campo. D'altro canto, però, egli era nato in Inghilterra e per il trionfo del vero senso della ribellione ogni accenno di inglesismo doveva essere cancellato. La sua controparte americana, George Washington, era sobrio, calmo, riflessivo, intenzionato a lavorare senza paga, chiedendo solo che il Congresso Continentale coprisse le sue spese. Washington era inoltre una buona scelta politica. Washington ricevette dunque la nomina, e Lee ottenne il rango subordinato di maggiore generale. Per questo, Lee ebbe sempre un certo risentimento nei confronti del suo superiore. Una volta scrisse: "Washington non è adatto a nessun comando se non a quello di sergente". Lee è solitamente considerato il secondo in comando delle forze continentali, anche se Artemas Ward ufficialmente ricoprì tale incarico.
Durante l'accampamento a Valley Forge sul finire del 1777 e l'inizio del 1778, il suo quartier generale era stato posto alla David Harvard House.

#### Il comando meridionale
Lee ricevette anche altri titoli: nel 1776 venne nominato Comandante del cosiddetto Canadian Department, anche se de facto non ricoprì mai tale ruolo. Invece egli venne nominato primo comandante del Southern Department. Lee prestò servizio in questa carica per sei mesi, fino a quando non venne richiamato nell'esercito principale. Durante questo periodo nel sud, gli inglesi inviarono una spedizione al comando di Henry Clinton per riprendere Charleston, in Carolina del Sud. Lee supervisionò le fortificazioni della città: Fort Sullivan era una fortificazione costruita con tronchi di palme ed era comandato dal colonnello William Moultrie. Lee ordinò all'esercito di evacuare il forte perché per altri trenta minuti di combattimenti, tutti i soldati sarebbero morti. Il governatore John Rutledge proibì a Moultrie di evacuare il forte. Le pareti di tronchi di palma respinsero le palle di cannone delle navi britanniche. Per questo l'assalto britannico a Sullivan's Island venne evitato e Clinton dovette abbandonare il suo tentativo di catturare la città.

#### New York
Quando Lee giunse a New York per unirsi al generale Washington ed alla parte principale del Continental Army, Washington scelse di mostrare tutto il suo apprezzamento al generale Lee (che era un ufficiale molto popolare non solo tra i soldati ma anche all'interno del Congresso) cambiando il nome del forte, che venne collocato nel New Jersey presso il fiume Hudson proprio di fronte a Fort Washington, in Fort Lee.
Sul finire del 1776, la competitività tra Lee e Washington iniziò ad apparire evidente. Durante la ritirata dai forti Washington e Lee, quest'ultimo intensificò le proprie azioni per convincere i membri del congresso che egli avrebbe potuto facilmente rimpiazzare Washington come Comandante in Capo. A quel tempo, Washington accidentalmente aprì una lettera da Lee al colonnello Reed, nella quale Lee condannava la leadership di Washington e le sue abilità militari. Pur essendo la vittima della lettera, Washington non apparve seccato dal contenuto.

#### La cattura
Anche se il suo esercito si supponeva dovesse ricongiungersi con quello di Washington in Pennsylvania, Lee aveva programmato una pacificazione lenta. Nella notte del 12 dicembre, Lee e una dozzina delle sue guardie inspiegabilmente si fermarono per la notte alla White's Tavern di Basking Ridge, nel New Jersey, a circa tre miglia dall'esercito principale. La mattina successiva, due dozzine di soldati inglesi in pattuglia trovarono Lee mentre era intento a scrivere delle lettere nella sua stanza e lo catturarono. Tra i membri della pattuglia inglese si trovava anche Banastre Tarleton. Lee tornò in servizio dopo uno scambio di prigionieri col generale Richard Prescott.

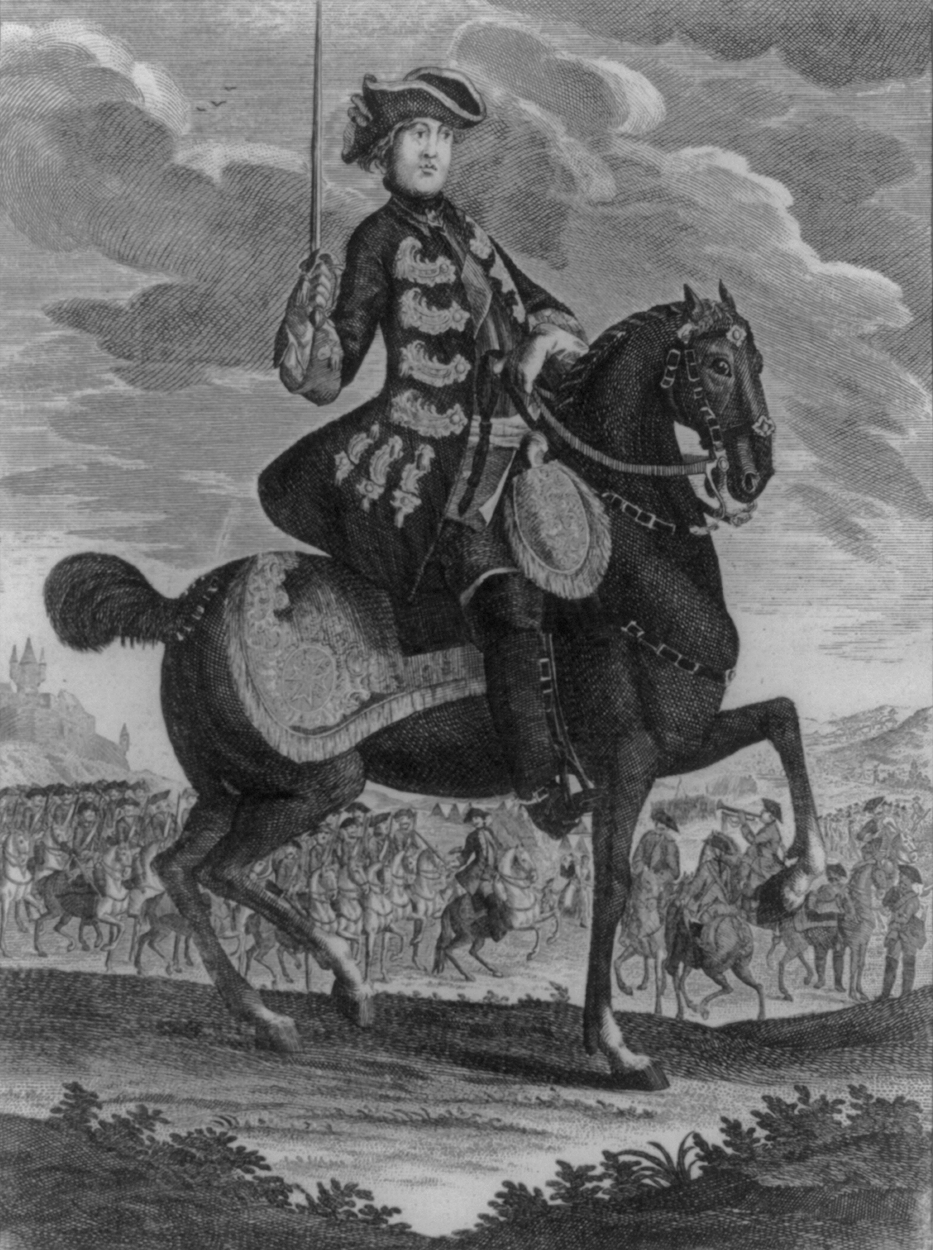
Il generale Lee a cavallo in una stampa d'epoca.

#### La battaglia di Monmouth
Lee è noto soprattutto per le sue azioni alla Battaglia di Monmouth. Washington aveva bisogno di un comandante secondario per guidare il suo assalto frontale. Egli, pur controvoglia, scelse Lee per quell'incarico dal momento che tutto sommato era pur sempre il migliore ed il più esperto tra i suoi generali. Washington gli ordinò di attaccare il nemico in ritirata, ma invece, Lee ordinò una ritirata. Egli si ritirò direttamente all'interno delle truppe di Washington, che stavano avanzando, e Washington lo criticò pubblicamente. Lee rispose con l'insubordinazione, venne arrestato e poco dopo passato alla corte marziale. Lee venne riconosciuto colpevole e venne sollevato dal comando per un periodo di un anno (nella sua Narrativa, Joseph Plumb Martin raccontò che Washington durante la ritirata degli uomini di Lee chiese ad un ufficiale "per ordine di chi le vostre truppe si stanno ritirando?". E gli venne risposto "per ordine del generale Lee", e Washington disse qualcosa che l'ufficiale non fu in grado di sentire bene. Altri ufficiali vicini al generale Washington riportarono che egli disse "maledetto!".)
Non è chiaro ad oggi se la decisione di Lee sia stata così sbagliata a livello strategico: egli credeva di essere in numero inferiore rispetto al nemico (il che infatti era vero: il comandante britannico Sir Henry Clinton aveva 10.000 uomini mentre Lee solo 5.440), e che la ritirata era l'unica mossa plausibile. Ad ogni modo, egli aveva disobbedito agli ordini, ed aveva pubblicamente espresso il suo pensiero negativo sul suo superiore e comandante.
Lee ad ogni modo aveva progettato accuratamente l'azione perché durante il suo periodo di prigionia presso il generale inglese sir William Howe, V visconte Howe nel marzo del 1777, aveva avuto tutto il tempo di studiare le operazioni militari degli inglesi contro gli americani, sebbene non potesse operare apertamente perché temeva di essere in una posizione troppo delicata dal momento che poteva essere giustiziato da un momento all'altro come disertore dell'esercito inglese dal momento che egli non aveva rinunciato mai ufficialmente al grado di tenente colonnello acquisito col British Army. Le sue riflessioni a proposito dei movimenti inglesi durante la prigionia vennero ritrovate nell'archivio della famiglia Howe nel 1857.

### Gli ultimi anni
Lee tentò di convincere il Congresso a cambiare il verdetto della corte marziale, e quando questo metodo fallì, egli riprese gli attacchi aperti al carattere di Washington. La popolarità di Lee si inabissò. Il colonnello John Laurens, aiutante di Washington, lo sfidò a duello, nel quale Lee venne ferito ad un fianco. Egli venne rilasciato il 10 gennaio 1780 e si ritirò a Filadelfia, in Pennsylvania, ove colpito da febbre morì.

## Cultura di massa
- Lee compare tra i principali antagonisti in Assassin's Creed III, nelle vesti di uno dei Gran maestro dell'Ordine templare dopo la morte di Haytham Kenway.
- Lee è un personaggio delle serie televisiva della AMC Turn: Washington's Spies (2014), nella quale informa slealmente i britannici del percorso di una pattuglia dell'Esercito Continentale, che viene poi massacrata dai Rogers' Rangers, alleati dei britannici. In seguito, Lee rivela ai britannici la posizione di un rifugio dell'Esercito Continentale. Questo rifugio viene poi usato per prendere di sorpresa e uccidere la quasi totalità del distaccamento britannico che era stato inviato ad attaccarlo. L'ufficiale dell'intelligence britannica Maggiore John André utilizza un'esca per intrappolare e arrestare Lee in una locanda in New Jersey per poi ingannarlo e indurlo con il ricatto ad aiutare ancora la causa britannica.
- Lee è anche un personaggio del volume più recente della serie La straniera (Outlander) di Diana Gabaldon intitolato “Written in My Own Heart's Blood”
- Lee è un personaggio di Hamilton (musical), scritto da Lin-Manuel Miranda.